# José Miguel Echavarri García
José Miguel Echavarri García (Abartzuza, 10 d'octubre del 1947) va ser un ciclista i director esportiu navarrès. Va ser el màxim dirigent de l'equip ciclista professional Banesto conegut anteriorment com a Reynolds i posteriorment com a Caisse d'Épargne, fins a la seva retirada al 2008.
Com a director esportiu, fent parella amb Eusebio Unzué, va guanyar, set Tours de França (cinc amb Miguel Indurain, un amb Pedro Delgado i un altre amb Óscar Pereiro), dos Voltes a Espanya (amb Pedro Delgado i Abraham Olano), i dos Giros d'Itàlia (dos amb Miguel Indurain).